# أيمن شحادة
أيمن ح. شحادة هو أستاذ جامعي أمريكي وناشط ورئيس قسم السياسة الخارجية والبحث في الحملة الانتخابية لماري نيومان إلينوي 06 للكونجرس. ترشح كمرشح ديمقراطي في انتخابات مجلس النواب الأمريكي عام 2022 في الدائرة الثالثة للكونغرس في إلينوي والتي لم يكن بها أي مرشح حالي.

## الحياة المبكرة والتعليم
ولد إيمان شحادة في شيكاغو ونشأ في أحياء أفونديل ولوغان سكوير وهو ابن لوالدين مهاجرين من فلسطين . حصلت شحادة على درجة البكالوريوس في التاريخ ودرجة الماجستير في التربية من جامعة إلينوي شيكاغو .

## المسيرة الأكاديمية
أيمن شحادة هو أستاذ مساعد لتدريس التاريخ في مدرسة معهد شيكاغو للفنون (سايك) وكلية كولومبيا شيكاغو . تركز دوراته على التاريخ والأحداث المعاصرة في الشرق الأوسط بما في ذلك الدورات التي أنشأها حول الأزمة الفلسطينية الإسرائيلية والحرب في سوريا .

## النشاط
أيمن شحادة ناشط سياسي وحقوقي. غالبًا ما يعمل الأستاذ شحادة كمستشار لأعضاء هيئة التدريس في فروع طلاب العدالة في فلسطين (أس جي بيه) في سايك وكلية كولومبيا في شيكاغو.

### الحرية الأكاديمية
المصدر:
بعد عرض فيلم "خمس كاميرات مكسورة" خلال مساق الأزمة الفلسطينية الإسرائيلية في كلية كولومبيا بشيكاغو اشتكى طالب واحد فقط من "التحيز" المزعوم في أحد القسمين خلال الفصل الدراسي الخريفي من عام 2013. قامت كلية كولومبيا في شيكاغو بإزالة أحد الأقسام المقررة لشهادة في الفصل الدراسي الربيعي لعام 2014. وجدت الجمعية الأمريكية لأساتذة الجامعات وفقًا لتعريف الحرية الأكاديمية في اتفاقية التفاوض الجماعي لكلية كولومبيا أن كلية كولومبيا مذنبة بانتهاك الحرية الأكاديمية. قاموا بإعادة الفصل الدراسي.
بعد هذه القضية عمل البروفيسور شحادة كأحد الأعضاء الخمسة في اللجنة أ التابعة للجمعية الأمريكية لأساتذة الجامعات المعنية بالحرية الأكاديمية.

### مسرح الانتفاضة
المصدر:
إيمن شحادة هو مؤسس مسرح الانتفاضة وهي منظمة غير ربحية في شيكاغو، مكرسة للعمل على إعطاء صوت للشعب الفلسطيني وغيرهم من المهمشين. في عام 2009 كتب شحادة وأخرج مسرحية عن عائلة فلسطينية تعيش تحت الاحتلال تسمى حديقة الثلاثة. يعمل مسرح الانتفاضة كمنظمة توعية مجتمعية توفر رواتب الفنانين وفرص الدخل للفنانين خلال جائحة كوفيد 19. بالإضافة إلى إنتاج القراءات وورش العمل قامت انتفاضة بتوزيع معدات الوقاية الشخصية ووجبات العطلات في شيكاغو للمجتمعات المحتاجة واستضافة حملات التبرع بالدم وجمع المنسوجات لإعادة التدوير والمزيد.

## المسيرة السياسية
في ديسمبر 2021 أعلن إيمان شحادة أنه سيترشح في انتخابات مجلس النواب الأمريكي لعام 2022 في الدائرة الكونجرسية الثالثة بولاية إلينوي. كانت المنطقة عبارة عن مقعد مفتوح بسبب إعادة تقسيم الدوائر الانتخابية بعد تعداد الولايات المتحدة لعام 2020 ولم يكن هناك شاغل للمنصب. ترشح ضد جيلبرت فيليجاس عضو مجلس مدينة شيكاغو في الدائرة 36 وداليا راميريز الممثلة الحالية لمجلس نواب إلينوي في الدائرة الرابعة. خسر شهادي السباق أمام فيليجاس في المركز الثاني وراميريز في المركز الأول.
حدد إيمن شحادة الرعاية الطبية للجميع والتعليم للجميع وإصلاح الهجرة وخطة مارشال للولايات المتحدة باعتبارها القضايا الأساسية المثيرة للقلق.
في 19 يناير 2021 رفع شحادة دعوى قضائية ضد النائبة الأمريكية ماري نيومان لتطبيق العقد الذي وقعه الاثنان. قاموا بتسوية الدعوى القضائية. وردًا على الانتقادات الموجهة للاتفاق بين شحادة ونيومان أعرب شحادة عن خيبة أمله في أن المنتقدين "يستخدمون اتفاقية العمل كأداة رخيصة لتحقيق مكاسب سياسية في وقت يواجه فيه العديد من العمال في إلينوي صعوبات مالية".

## روابط خارجية
- أيمن شحادة للكونغرس ، موقع الحملة
- مسرح الانتفاضة ، الموقع الرسمي